# Первая битва за Тыргу-Фрумос
Первая битва за Тыргу-Фрумос — часть Уманско-Ботошанской операции Великой Отечественной войны; сражение, которое состоялось в апреле 1944 года между советскими войсками во главе с маршалом И. С. Коневым и немецкими войсками под командованием генерала О. Вёлера. К тому моменту советские войска уже пересекли государственную границу с Румынией. К началу апреля 1944 года Ставка ВГК в конце Уманско-Ботошанской операции направила силы 2-го Украинского фронта в сторону Тыргу-Фрумоса и Ботошани, отдав распоряжение о продвижении к Тыргу-Фрумосу с 8 апреля.
Против советских войск была выставлена 4-я румынская армия при поддержке немецкой 24-й танковой дивизии, которая спешно возводила оборонительные рубежи, но 9 апреля советские войска взяли Тыргу-Фрумос силами 27-й советской армии. Немцы отправили на помощь обороняющимся моторизованную дивизию «Великая Германия» для того, чтобы отбить город. К вечеру 10 апреля немецкие танковые части вошли в город и закрепились там. Вплоть до 12 апреля продолжались бои советских войск с немецкими, советские войска сумели избежать потенциального окружения.
После завершения боя немцы оставили под контролем Тыргу-Фрумос, начав укреплять северо-западный и северо-восточные рубежи; в состав гарнизона был включён танковый полк. В связи с неудачей Конев отправил части 2-й танковой армии в сторону деревни Поду-Илоаей.

## Предыстория
5 марта 1944 года командующий 2-м Украинском фронтом маршал И. С. Конев начал Уманско-Ботошанскую операцию на западе УССР, разорвав к 17 марта связь между 1-й танковой армией группы армий «Север» и 8-й армией группы армий «Юг». По итогам операции советские войска вышли к румынской границе. К началу апреля 1944 года Ставка ВГК приказала 2-му и 3-му Украинскому фронту подготовиться к крупномасштабному стратегическому наступлению на Западную Румынию: Ставка планировала отбить Кишинёв и захватить Яссы, а затем проникнуть глубоко на румынскую территорию и постараться выйти к Плоешти и Бухаресту.
К 5 апреля войска Конева пересекли верхнюю часть течения Днестра и Прута, взяли Хотин и Дорохой, добравшись до Тыргу-Фрумоса и Ботошань (примерно в 50 — 100 км от Ясс) и не встретив почти никакого сопротивления со стороны румын. 8 апреля Конев приказал 27-й и 40-й армиям подготовиться к наступлению в сторону Тыргу-Фрумоса совместно со 2-й гвардейской танковой армией генерала С. И. Богданова. Ударные части Конева шли в Тыргу-Фрумос, а 52-я армия генерала К. А. Коротеева и части 6-й гвардейской танковой армии генерала А. Г. Кравченко оказывали поддержку Коневу по мере продвижения к Яссам, действуя к северу от города.
Тем временем 8-я армия О.Вёлера вела ожесточённые бои за деревни Попричани в 14 км от Ясс, где два советских корпуса сражались против танковых боевых групп и отвлекали немецкое внимание, заставляя немцев пропустить удар по Тыргу-Фрумосу, критически важному для немецкой и румынской обороны. На фоне ряда успешных тактических операций 52-й армии в Яссах и окрестностях три армии Конева утром 8 апреля двинулись в сторону Ясс на юг. Продвижением замедлялось из-за плохих дорог, равно как и переправа на западный берег Прута к северо-западу от Ясс.

### Планирование операции
Изначально Конев планировал достичь линии Тыргу-Фрумос — Пашкань — Тыргу-Нямц в 50—100 км от Ясс и захватить все три города, пользуясь эффектом неожиданности и заставая румын врасплох. Три дивизии 51-го стрелкового корпуса наступали на Пашкань, две другие стрелковые дивизии прикрывали их с севера и северо-запада (направление Тыргу-Нямц). Восточнее семь стрелковых дивизий (35-й гвардейский стрелковый и 33-й стрелковый корпуса 27-й армии) продвигались в сторону юго-востока с 7 апреля, чтобы вынудить бежать 8-ю румынскую пехотную дивизию в Хырлэу (27 км к северу от Тыргу-Фрумоса). Ещё две дивизии 33-го стрелкового корпуса при поддержке двух корпусов 2-й танковой армии теснили 7-ю румынскую пехотную дивизию к Тыргу-Фрумосу.
4-я румынская армия из 4-го армейского корпуса готовила огромные силы для передней линии обороны Ругиноса — Струнга — Оцелень, которая простиралась от Тыргу-Нямца к юго-востоку в Пашкань и через Тыргу-Фрумос и Поду-Илоайе на юг к Яссам. 6-я и 8-я пехотная дивизии должны были управлять всей линией обороны от Тыргу-Нямца до Пашкани, а 1-я гвардейская и 7-я пехотная дивизии брали на себя сектор от Пашкани до Поду-Илоайе. 8 апреля к ним должна была прийти на помощь находившаяся в 14 км к северо-востоку от Поду-Илоайе боевая группа 24-й танковой дивизии вермахта под командованием Максимилиана фон Эдельсхайма.

## Битва

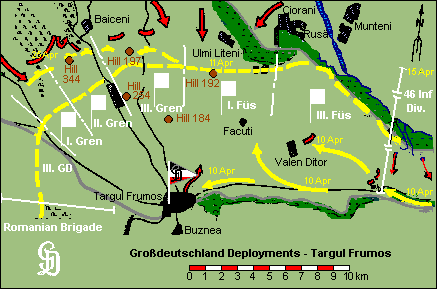
Позиция дивизии «Великая Германия» в первой битве за Тыргу-Фрумос

Генерал-лейтенант 35-го гвардейского стрелкового корпуса С. Г. Горячев продолжил своё продвижение из зоны Хырлэу к Тыргу-Фрумосу утром 9 апреля: две стрелковые дивизии шли в первом эшелоне. Румынские войска были быстро разгромлены советскими солдатами, которые, застав румын врасплох, заняли город при поддержке второго эшелона (воздушно-десантная и стрелковая дивизия). 42-я гвардейская стрелковая дивизия заняла Пашкань в 23 км от Тыргу-Фрумоса и разгромила 6-ю румынскую пехотную дивизию. Передовые части 2-й танковой армии С. И. Богданова, продвигаясь к востоку, попытались усилить пехотные части генерала С. Г. Трофименко, направив подкрепления в район Тыргу-Фрумоса, но наткнулись на немецкое сопротивление: в отличие от румын, немцы не только разгадали план советских войск выхода к Яссам, но и оперативно отреагировали, выдвинув в бой дивизию «Великая Германия». Танковая дивизия нанесла контрудар с юга и в течение дня закрепилась на небольшом участке на юге города. Подкрепления 35-го гвардейского корпуса прибыли к Трофименко, и ночью все три дивизии прошли Тыргу-Фрумос и проникли ещё на 5 — 11 км в сторону к югу и юго-востоку от города.
Ранним утром 10 апреля дивизия «Великая Германия» из 160 танков (40 танков «Пантера» и 40 танков «Тигр») атаковала советские части с запада на дороге Поду-Илоайе — Тыргу-Фрумос силами двух колонн с севера и юга. После артиллерийской подготовки и авиационной поддержки немцы ворвались в город и атаковали советских солдат, которые заняли оборонительные позиции в домах и прочих зданиях. Немцы отрезали советские части от основных сил и выбрались к западу города, нанеся контрудар в тот момент, когда 206-я стрелковая, 3-я гвардейская воздушно-десантная и 93-я гвардейская стрелковая дивизия собирались продолжить наступление. 1-я гвардейская и 7-я пехотная дивизия румынских войск двинулись с юга, тесня советские части на север. Немцы теснили советских солдат с востока, а румыны контратаковали с юга, и 35-й гвардейский стрелковый корпус отступил. В 22:00 через 48 часов после приказа немецкие гренадеры заняли Тыргу-Фрумос и окрестности к западу и северу. Последние бои в регионе стихли к 12 апреля.

## Последствия
После завершения битвы моторизованная дивизия «Великая Германия» заняла новые оборонительные позиции в виде арки, крайними точками которой были 8 км к северо-западу, 10 км к северо-востоку и 14 км к востоку. Моторизованный полк был отправлен на левый фланг, пехотный — на правый фланг, а танковый полк остался в резерве недалеко от Тыргу-Фрумоса по решению Мантойфеля. Остатки советских войск были выбиты к 12 апреля из западной части города, а оборонительные позиции также были укреплены на юго-западе в направлении Хелештень (11 км от Тыргу-Фрумоса). На линию обороны Тыргу-Фрумоса прибыла 1-я гвардейская румынская дивизия для формирования мощной оборонительной линии на западе. На правом фланге оказалась боевая группа 24-й танковой дивизии, защищавшая сектор Поду-Илоайе — Лецкань (16 км к западу от Ясс), соприкасавшаяся правым флангом с 7-й румынской пехотной дивизией, оборонявшей северо-запад Ясс.
После отвода своих войск Трофименко реорганизовал линию обороны 27-й армии, протянувшуюся от севера к Тыргу-Фрумосу в восточную сторону до северной территории у Подуи-Илоайе. К концу 12 апреля Горячев расположил 206-ю, 3-ю гвардейскую и 93-ю дивизии слева направо на оборонительных позициях от восточного побережья Сирета у Пашканя (24 км к западу от Тыргу-Фрумоса), до деревни Мунтени (16 км к северо-востоку от Тыргу-Фрумоса). Ещё три стрелковые дивизии 33-го корпуса были расположены в 14 км к северо-западу от Ясс. 12 апреля Конев приказал Богданову собрать два корпуса из 2-й танковой армии к югу от Фокуря (16 км к северу от Поду-Илоайе) и отправить их в Поду-Илоайе, чтобы выбить оттуда немцев и румын.